# Nepal
La República Federal Democràtica del Nepal o simplement el Nepal és un estat a l'Àsia, entre l'Índia i el Tibet, al vessant sud de l'Himàlaia. La punta sud-oriental del país es troba a només 27 km de Bangladesh, i per la banda oriental, està separat de Bhutan per l'estat de Sikkim, associat a l'Índia.

## Etimologia
Abans de la unificació del Nepal, la vall de Katmandú era coneguda com a Nepal. L'origen precís del terme Nepāl és incert. El Nepal apareix en textos literaris indis antics datats des del segle iv aC. No es pot establir una cronologia absoluta, ja que fins i tot els textos més antics poden contenir contribucions anònimes que daten fins a l'Edat moderna. Els intents acadèmics de proporcionar una teoria plausible es veuen obstaculitzats per la manca d'una imatge completa de la història i la comprensió insuficient de la lingüística o de les llengües indoeuropees i tibetobirmanes rellevants.
Segons la mitologia índia, el Nepal deriva el seu nom d'un antic savi hindú anomenat Ne, conegut de diverses maneres com Ne Muni o Nemi. Segons Pashupati Purāna, com a lloc protegit per Ne, el país al cor de l'Himàlaia va passar a ser conegut com Nepāl. Nemi va ser encarregat de protegir el país per Pashupati. Segons la mitologia budista, el bodhisattva Manjusri va drenar un llac primordial de serps per crear la vall del Nepal i va proclamar que Adi-Buddha Ne s'encarregaria de la comunitat que l'assentaria. Com a estimat de Ne, la vall s'anomenaria Nepāl. Segons Gopalarājvamshāvali, la genealogia de l'antiga dinastia Gopala compilada vers 1380, Nepal rep el nom de Nepa, el pastor de vaques, fundador del descendent nepalí dels Abhires. En aquest relat, la vaca que va emetre llet al lloc on Nepa va descobrir el Jyotirlinga, temple de Pashupatinath després d'una investigació, també es va anomenar Ne.
L’indòleg noruec Christian Lassen havia proposat que Nepāla era un compost de Nipa (peu d'una muntanya) i -ala (sufix curt per alaya que significa casa) i, per tant, Nepāla significava "morada al peu de la muntanya". Considerava que Ne Muni era una invenció. L'indòleg Sylvain Lévi va trobar la teoria de Lassen insostenible, però no tenia teories pròpies i només suggerí que Newara és un vulgarisme del sànscrit nepalí, o Nepala és la sànscritització de l'ètnia local; la seva opinió ha trobat algun suport encara que no respon a la qüestió de l'etimologia. També s'ha proposat que Nepa és una tija tibeto-birmana formada per Ne (bestiar) i Pa (guardià), cosa que reflecteix el fet que els primers habitants de la vall eren Gopales (pastors) i Mahispales (rapats de búfals). Suniti Kumar Chatterji creia que el Nepal s'originava d'arrels tibeto-birmanes: Ne, de significat incert (ja que existeixen múltiples possibilitats) i pala o bal, el significat dels quals es perd completament.

## Geografia
El nord és molt muntanyós i té alguns dels cims més alts de l'Himàlaia i del món, entre ells l'Everest (8.848 m) entre el Nepal i el Tibet i el Kanchenjunga (8.598) entre el Nepal i l'Índia. La zona sud, fronterera amb l'Índia és més plana, i de clima subtropical.
El territori del Nepal està dividit en tres parts naturals: el Terai o Tarai (les terres baixes), el Dhun (les valls) i les muntanyes Himàlaia. Les serralades es caracteritzen pels seus pics més alts: Nanda Devi, Dhaulagiri, Gosainthan i Kanchenjunga, que formen quatre derivacions paral·leles. Hi ha tres divisions naturals d'oest a est anomenades pels rius principals de cadascuna: l'occidental o conca del Kauriala (Karnali) o Gogra; la central o conca del Gandak; i l'oriental o conca del Kosi. La divisió natural occidental està dividida en dos part pel riu Kali o Sarda que forma el límit amb l'Índia i deixa la part occidental en territori indi. Els afluents del Kauriala són el Kali, el Babai i el Rapti Oriental. La part central és anomenada tradicionalment Sapt Gandaki, o País dels set Gandaks, dels set rius que formen el principal, dels quals destaca el riu Trisulganga. I l'oriental és anomenada Sapt Kosi, o País dels set Kosis, pels set rius que el formen, dels quals el principal és el San Kosi. A part d'aquestes tres divisions natural hi ha una quarta: la mateixa vall del Nepal amb la vall de Katmandú rodejada de muntanyes i regada pel riu Baghmati, que ve de la muntanya Sheopuri, la més alta del nord, i per altres rius entre els quals el Vishnumati.

### Demografia
Nepal és un veritable mosaic de races de diferents cultures que conviuen en pau, ja que el respecte és una característica essencial dels nepalesos. Ningú intenta que s'adopti la seva manera de viure, però sí que espera que es respectin les seves tradicions i costums.
Aquest mosaic es divideix en diferents àrees geogràfiques: a les zones més altes de muntanya habiten els sherpes, habituals guies i transportadors, per explorar la zona, que practiquen el budisme tàntric i parlen un dialecte del tibetà, els el-pas, molt influenciats per la màgia del xamanisme bon i els myeshang, de raça gurung.
En les altures mitjanes habiten els kirat, d'origen indi, practiquen diferents religions; els newars que es regeixen pel sistema de castes; els chepang de trets mongols; els guruns, els magars, molt nombrosos; els tamangs; els panchgauns, actualment només són uns cinquanta; els sun wars i els thakalis.
En la part baixa del Nepal viuen els satars que parlen el seu propi dialecte, els tharus, els aborígens de Terai, els dhangars, dràvides i els rajbansi; hindús amb una minoria musulmana.
A la zona mitjana i baixa del Nepal, a més d'aquestes ètnies, hi conviuen musulmans, kxatrsies i brahmines.
La vida al Nepal és molt dura. Les zones rurals són veritablement pobres i es lluita contra la mortalitat prematura. Només hi ha tres metges per cada 100.000 habitants i un per cada cent mil a la vall de Katmandú. Un de cada cinc nens mor durant les primeres setmanes de vida i 35 de cada 1.000 entre els primers quatre anys. La causa és la greu desnutrició.
Potser per l'extrema duresa de les seves vides, els nepalesos són solidaris, conviuen en pau i gaudeixen amb el poc que tenen. Tracten a l'estrany amb respecte i cortesia i somriuen amb freqüència, mentre els seus ulls romanen serens, plens de saviesa.

### Divisió administrativa
Nepal és una república federal que comprèn 7 províncies. Cada província es compon de 8 a 14 districtes. Els districtes, al seu torn, comprenen unitats locals conegudes com a municipis urbans i rurals. Hi ha un total de 753 unitats locals que inclouen 6 municipis metropolitans, 11 municipis submetropolitans i 276 municipis per a un total de 293 municipis urbans i 460 municipis rurals. Cada unitat local està composta per circumscripcions. Hi ha 6.743 circumscripcions en total.
Els governs locals gaudeixen de poders executius i legislatius, i també de poders judicials limitats a la seva jurisdicció local. Les províncies tenen un sistema de governança parlamentari unicameral de Westminster. Els governs locals i provincials exerceixen alguns poders absoluts i alguns poders compartits amb el govern provincial o federal. El comitè de coordinació del districte, un comitè format per tots els càrrecs electes dels governs locals del districte, té un paper molt limitat.
| Província                  | Capital       | Governador                    | Cap de govern                      | Districtes | Superfície (km²) | Població (2011) | Densitat (hab./km²) | Índex de desenv.humà | Mapa |
| -------------------------- | ------------- | ----------------------------- | ---------------------------------- | ---------- | ---------------- | --------------- | ------------------- | -------------------- | ---- |
| Província No. 1            | Biratnagar    | Somnath Adhikari              | Bhim Acharya                       | 14         | 25.905 km²       | 4.534.943       | 175                 | 0,553                |      |
| Província No. 2            | Janakpur      | Hari Shankar Mishra           | Lalbabu Raut                       | 8          | 9.661 km²        | 5.404.145       | 559                 | 0,485                |      |
| Província de Bagmati       | Hetauda       | Yadav Chandra Sharma          | Astalaxmi Shakya                   | 13         | 20.300 km²       | 5.529.452       | 272                 | 0,560                |      |
| Província de Gandaki       | Pokhara       | Prithvi Man Gurung            | Krishna Chandra Nepali             | 11         | 21.504 km²       | 2.403.757       | 112                 | 0,567                |      |
| Província de Lumbini       | Deukhuri      | Amik Sherchan                 | Kul Prasad KC                      | 12         | 22.288 km²       | 4.499.272       | 219                 | 0,519                |      |
| Província de Karnali       | Birendranagar | Govinda Prasad Kalauni        | Mahendra Bahadur Shahi             | 10         | 27.984 km²       | 1.570.418       | 41                  | 0,469                |      |
| Província de Sudurpashchim | Godawari      | Ganga Prasad Yadav            | Trilochan Bhatta                   | 9          | 19.915 km²       | 2.552.517       | 130                 | 0,478                |      |
| Nepal                      | Kathmandu     | President Bidya Devi Bhandari | Primer Ministre Sher Bahadur Deuba | 77         | 147.557 km²      | 26.494.504      | 180                 | 0,579                |      |

## Història

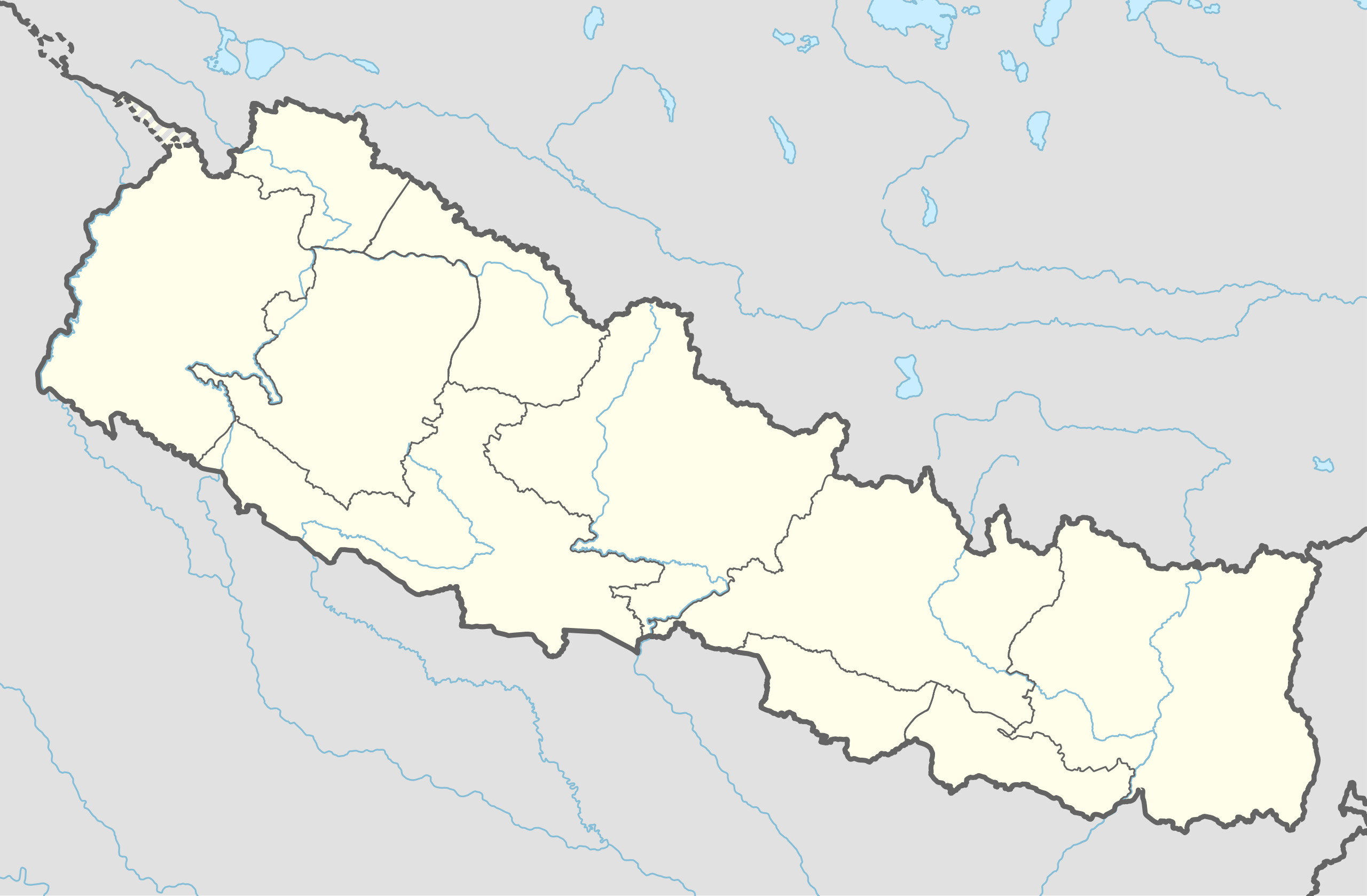
Mapa del Nepal

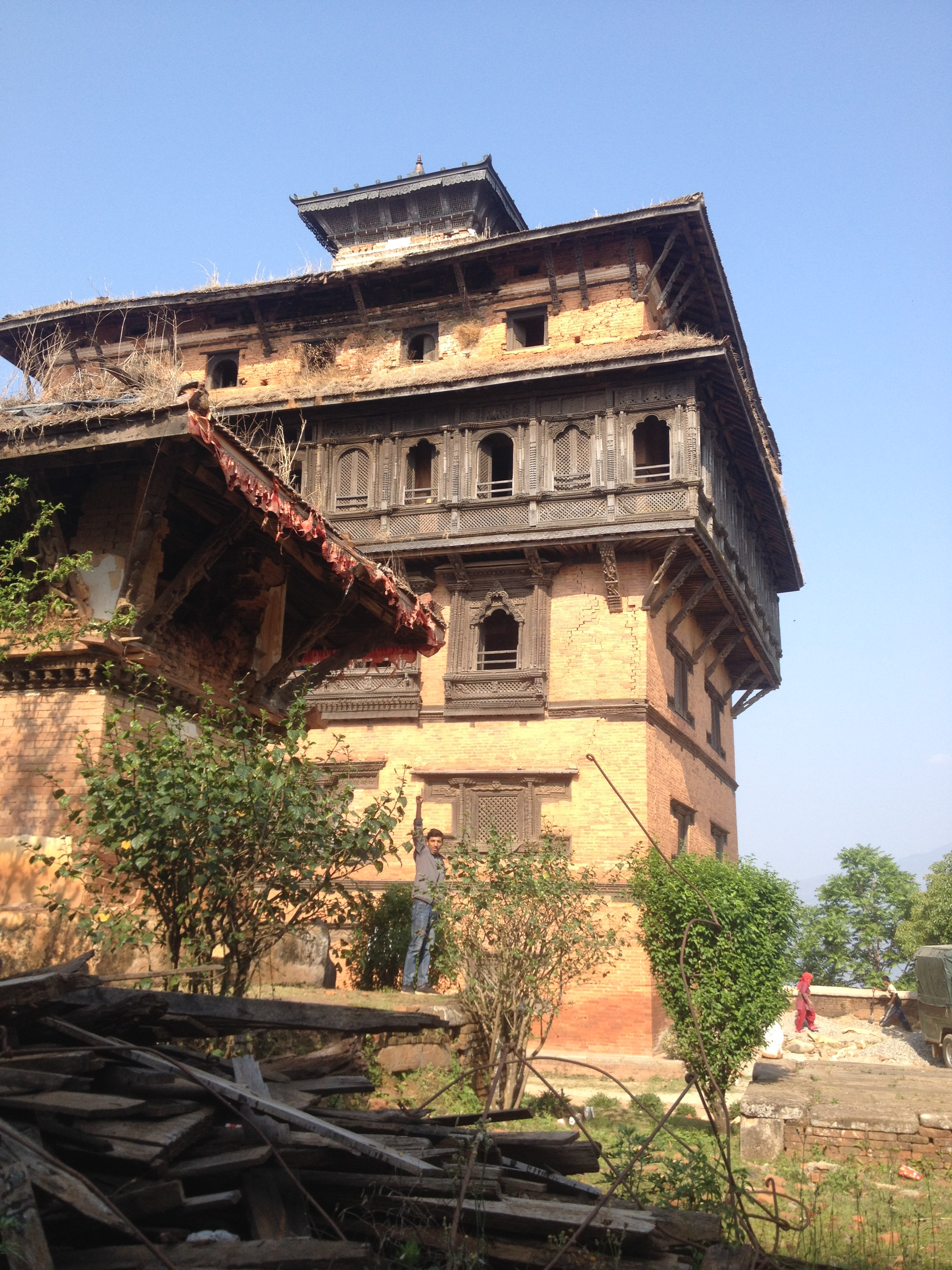
Durbarnuwkot

Els kirati van ser un dels primers grups nepalesos coneguts pels historiadors, que emigraren des de l'est en els segles VIII o VII aC. Siddharta Gautama va néixer a Kapilavistu (Lumbini) el 566 aC, fet que convertí el Nepal en el centre búdic asiàtic. El 100 aC l'emperador Asoka va crear un gran imperi que incloïa el nord de l'Índia i el Terai (actual sud del Nepal). L'any 200 l'imperi budista va resultar desplaçat pel domini hindú amb la dinastia Licchavi, que al segle x, va ser substituïda per la Thakuri i després per la Malla. Al segle v existia una relació molt intensa entre el Nepal i el Tibet i l'Índia.
El Nepal modern va ser creat el 21 de desembre de 1768, quan el rei del petit principat de Gorkha, Prithvi Narayan Shah, va conquerir Katmandú, i unificà altres estats independents dels contraforts de l'Himàlaia, però aquesta situació no va durar, i al segle xix els seus hereus varen ser incapaços de mantenir el control polític efectiu, amb la qual cosa el Nepal va entrar en un període d'agitació que va culminar amb la Guerra Anglonepalesa (1814-1816), amb la Companyia Britànica de les Índies Orientals. La guerra va acabar amb el tractat de Sugauli, amb el qual Nepal perdia el Sikkim i el sud del Terai a favor dels britànics.
Després de l'actuació dels Gurkhas durant la Rebel·lió índia de 1857, part del Terai es va retornar al Nepal.
La dinastia Shah es va acabar el 1846, quan en Jung Bahadur Rana agafà el control del país després d'assassinar diversos prínceps i centenars d'altres persones significatives a Kathmandu (massacre de Kot). Aleshores, els Rana es convertiren en primers ministres hereditaris, amb un poder molt centralitzat, relegant el rei a un paper representatiu i aplicant una política aïllacionista que va mantenir al país fora de les guerres colonials i lliure de les influències estrangeres, però que al mateix temps n'impedí el seu desenvolupament econòmic.
El règim dels Rana s'acabà el 1948 quan la colònia britànica de l'Índia aconseguí la independència. Aleshores, el rei Tribhuvan, descendent directe de Prithvi Narayan Shah, s'escapà de la seva presó daurada per a anar a l'Índia i amb l'ajuda de Jawaharlal Nehru, recuperà el poder i nomenà un primer ministre aliè a la família Rana.
Durant els anys 1950, es va preparar un projecte de constitució per instituir un sistema parlamentari basat en el model britànic i a partir de 1951 l'Índia va donar suport al Partit del Congrés del Nepal.
A començament de 1959, el rei Mahendra, fill i successor del rei Tribhuvan, promulgà la nova constitució, i s'organitzaren les primeres eleccions legislatives democràtiques. El Partit del Congrés Nepalès, socialista moderat, guanyà les eleccions per majoria i el seu cap de files Bishweshwar Prasad Koirala formà govern i es convertí en primer ministre.
Divuit mesos després, amb l'excusa de què el sistema parlamentari havia fracassat, el rei Mahendra dissol el govern de Koirala i el parlament, i el 16 de desembre de 1962 promulgà una nova constitució que establia el sistema sense partits del panchayat (consells) que Mahendra considerava com una forma democràtica de govern més propera a les tradicions nepaleses.
Com a estructura piramidal que partia dels pobles per arribar al Rastriya Panchayat (Parlament nacional), el sistema del panchayat instaurà una monarquia absoluta i va instal·lar al rei al front de l'estat amb una autoritat completa damunt totes les instàncies governamentals, inclosos el Consell de Ministres i el Parlament.
El seu fill i successor, el rei Birendra va heretar el tron el 1972 i va continuar amb el sistema panchayat fins que el 1989 el Jana Andolan (Moviment del poble) va forçar la monarquia a acceptar reformes constitucionals. Al maig de 1991, el Nepal va celebrar les primeres eleccions en 50 anys.
El 13 de febrer de 1996, el Partit Comunista del Nepal (Maoista) començà una revolta, que acabà amb la Guerra Civil del Nepal per derrocar la monarquia i convertir el Nepal en una república socialista no democràtica. Aquesta guerra no es donà per acabada fins al 21 de novembre de 2006 i hi van morir 12,700 persones aproximadament.
L'1 de juny de 2001, el germà de Birendra que es diu Gyanendra Shah va matar tota la família del seu germà. Però alguns ministres van declarar que el fill de Birendra (Dipendra Shah) va matar els seus pares i altres membres de la família. Deien que ell volia casar-se amb una noia però els seus pares no el deixaven. Totes aquestes coses eren els plans de Gyanendra per ser rei del Nepal.
El 4 d'octubre de 2002, el rei Gyanendra, proclamà la llei marcial i va dissoldre el govern. El rei desplegà l'exèrcit nepalès, perquè la guerrilla maoista ja controlava el 80% del territori. Però l'11 d'octubre de 2002 tornà a demanar la formació d'un govern, presidit pel monàrquic i conservador, Lokendra Bahadur Chand.
L'1 de febrer de 2005 el rei Gyanendra, tornà a proclamar la llei marcial i tornà a dissoldre el govern, i exercí tot el poder executiu per combatre els maoistes. Els set partits parlamentaris, inclosos els maoistes, van organitzar un alçament massiu del poble contra el rei Gyanendra. La gent va sortir al carrer i va inundar de manifestacions demanant la renúncia del rei. En les concentracions moriren 21 persones. Finalment el 25 d'abril de 2006 el rei abolí la llei marcial i convocà als set partits per a elegir un nou primer ministre, aquest seria el socialdemòcrata Girija Prasad Koirala.
El 18 de maig de 2006 el govern declarà el Nepal era un estat secular. El 21 de novembre de 2006, gràcies a un acord amb els maoistes, es donà per acabada la guerra civil. L'1 d'abril de 2007, Girija Prasad Koirala fou reelegit pel primer ministre pel govern, aquest govern comptava amb la coalició de set partits i el Partit Comunista del Nepal (Maoista). El 23 d'agost de 2007 el govern nacionalitzà els palaus reials. El 18 de setembre de 2007 els maoistes sortiren del govern perquè no se'ls concedien les promeses. El 24 de desembre de 2007 el govern anuncià que havia arribat a un segon acord amb els maoistes, per abolir la monarquia abans de les eleccions que se celebraren el 10 d'abril de 2008. Aquestes eleccions donaren la victòria al Partit Comunista del Nepal (Maoista), amb una majoria simple de 220 diputats, el Partit del Congrés del Nepal n'obtingué 110 i el Partit Comunista del Nepal (Unificat-Marxista-Leninista), 103 diputats.
El 28 de maig, el parlament votà a favor de la república, i es destituí al rei Gyanendra, i es posà a Girija Prasad Koirala, com a nou president de la República i primer ministre en funcions interines, fins a la redacció d'una nova constitució.
El 23 de juliol, el parlament votà a favor de la investidura de Ram Baran Yadav i Parmanand Jha com a president i vicepresident. El 15 d'agost, l'ex-guerriller maoista, Pushpa Kamal Dahal (àlies Pratxanda), prengué possessió del càrrec com a nou primer ministre.

## Galeria d'imatges

Nepal
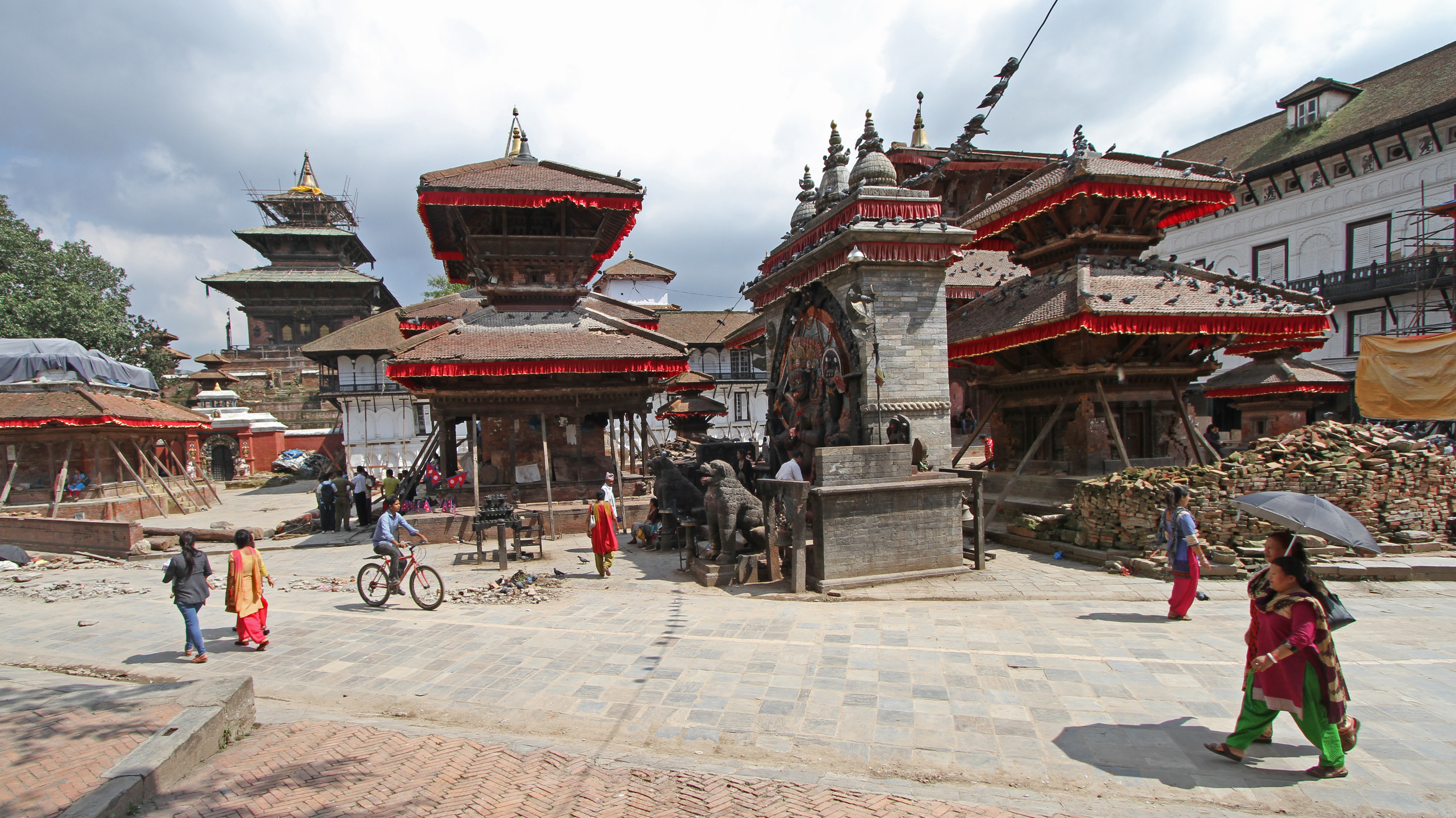
Kathmandu
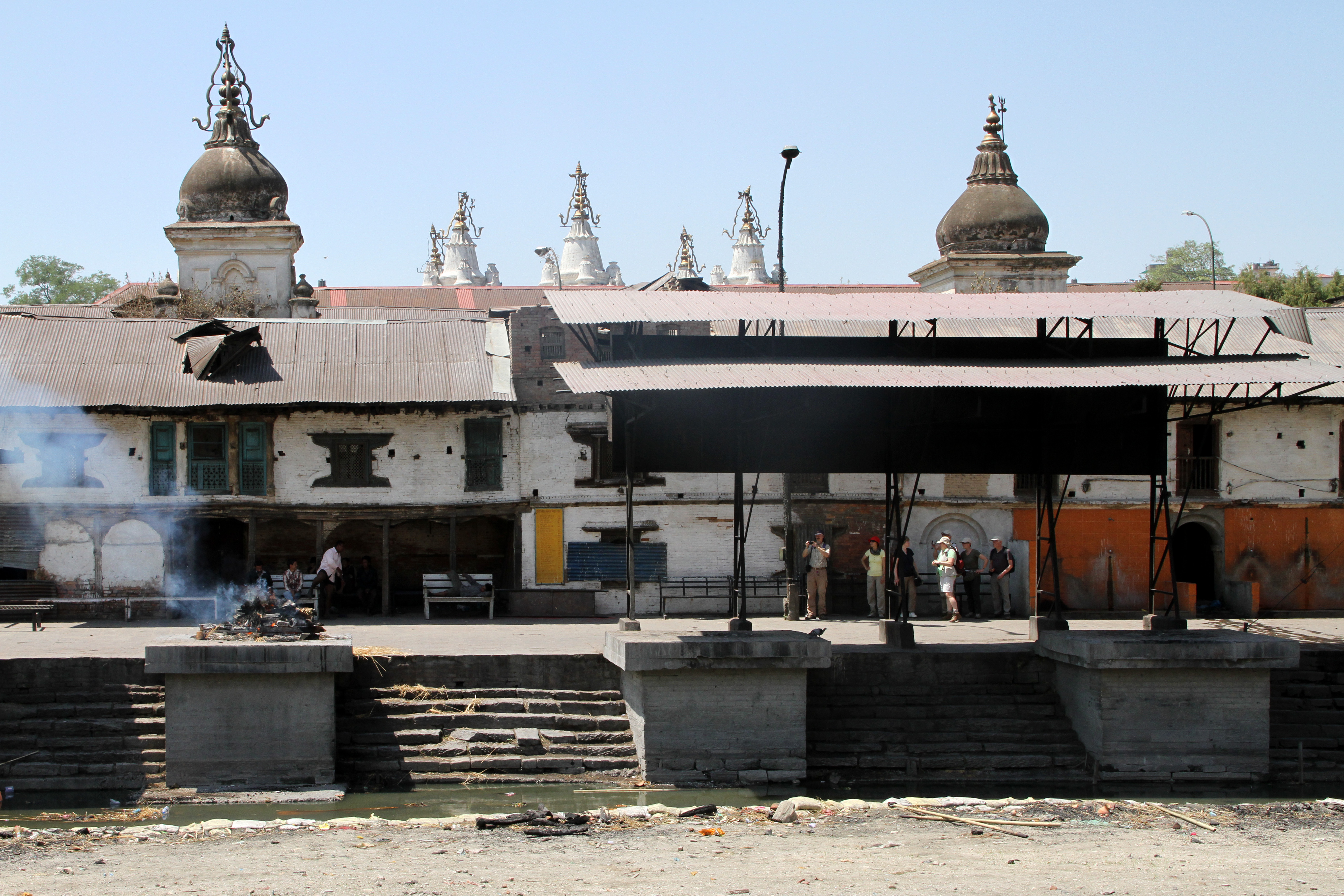
Pashupatinath
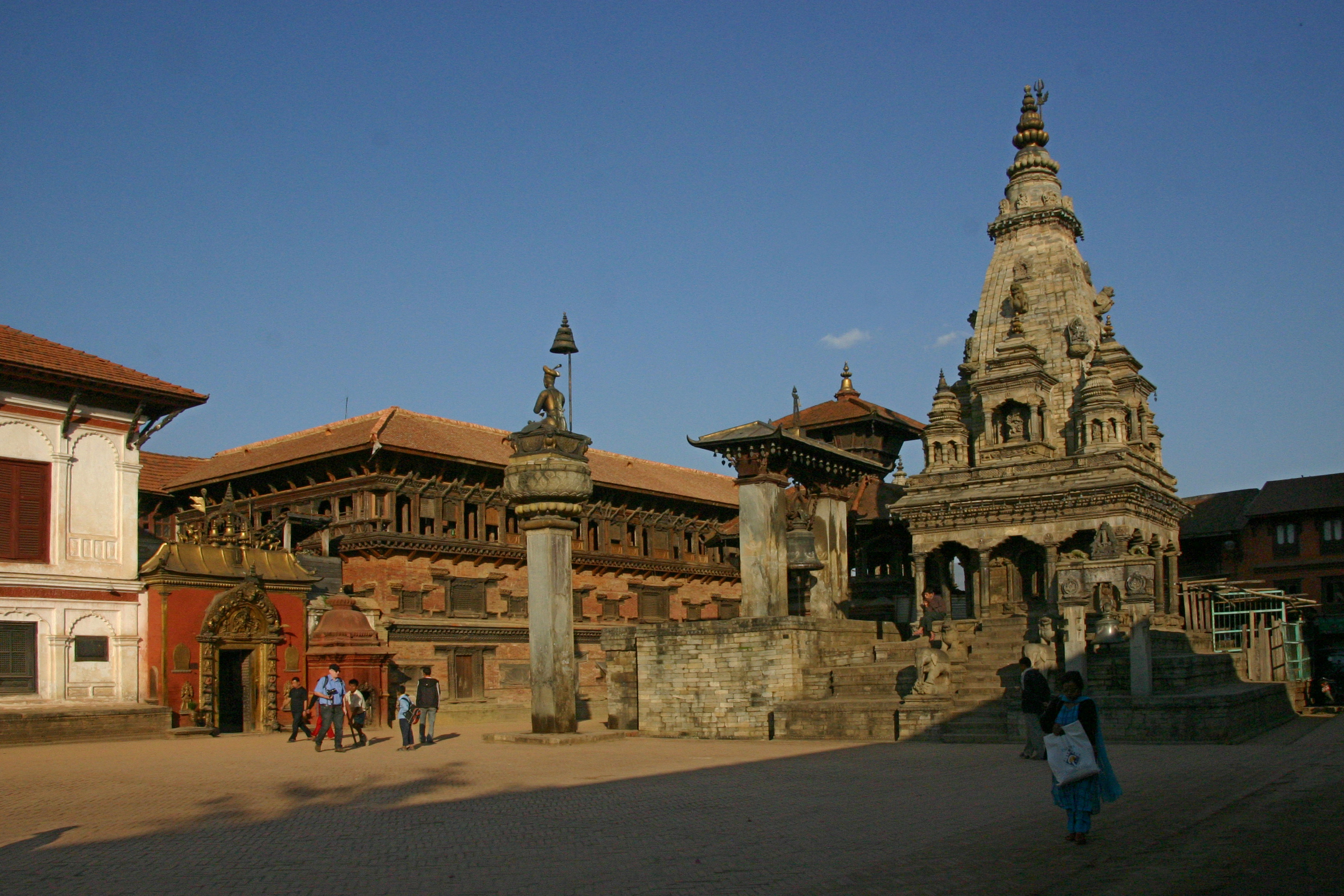
Bhaktapur
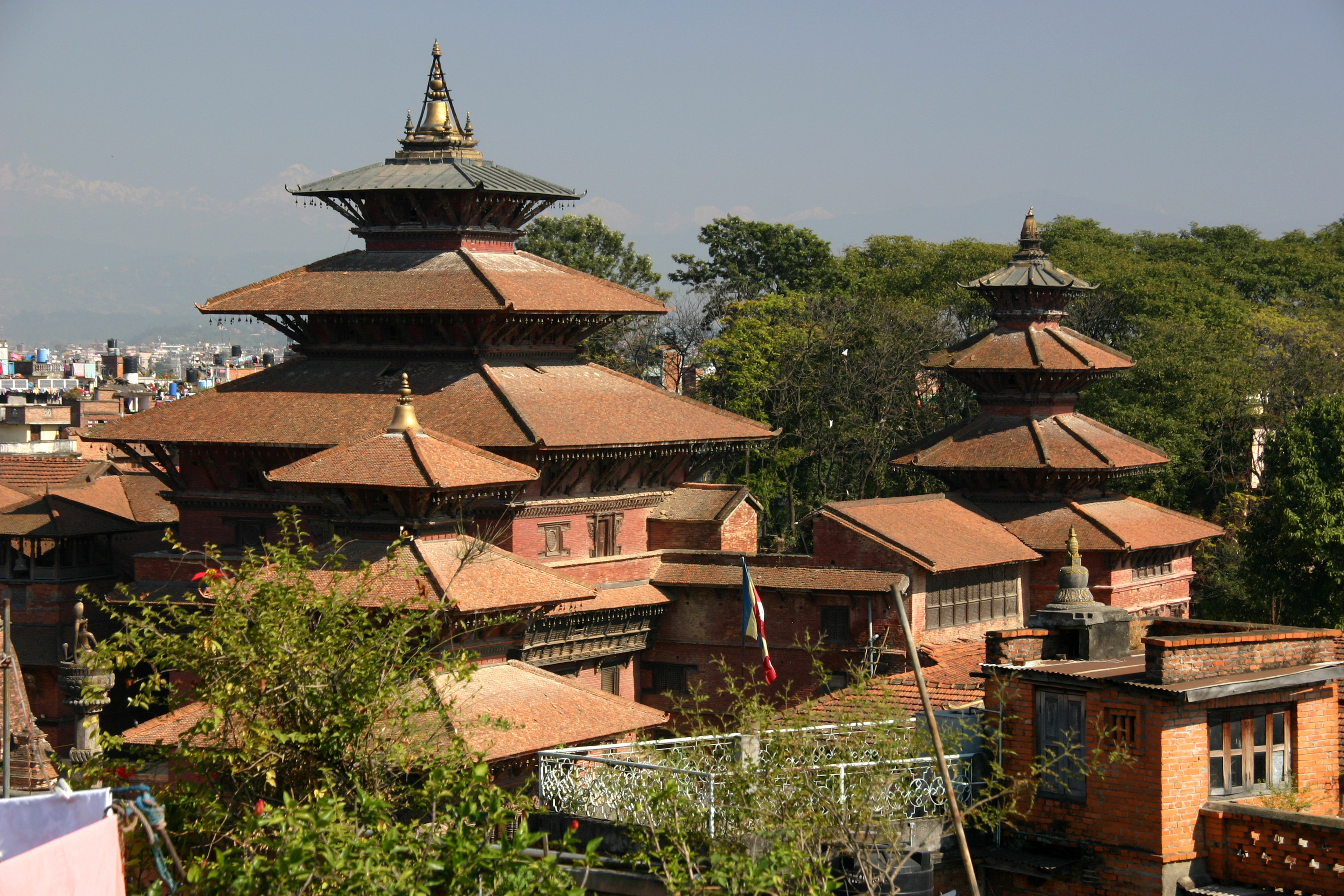
Patan
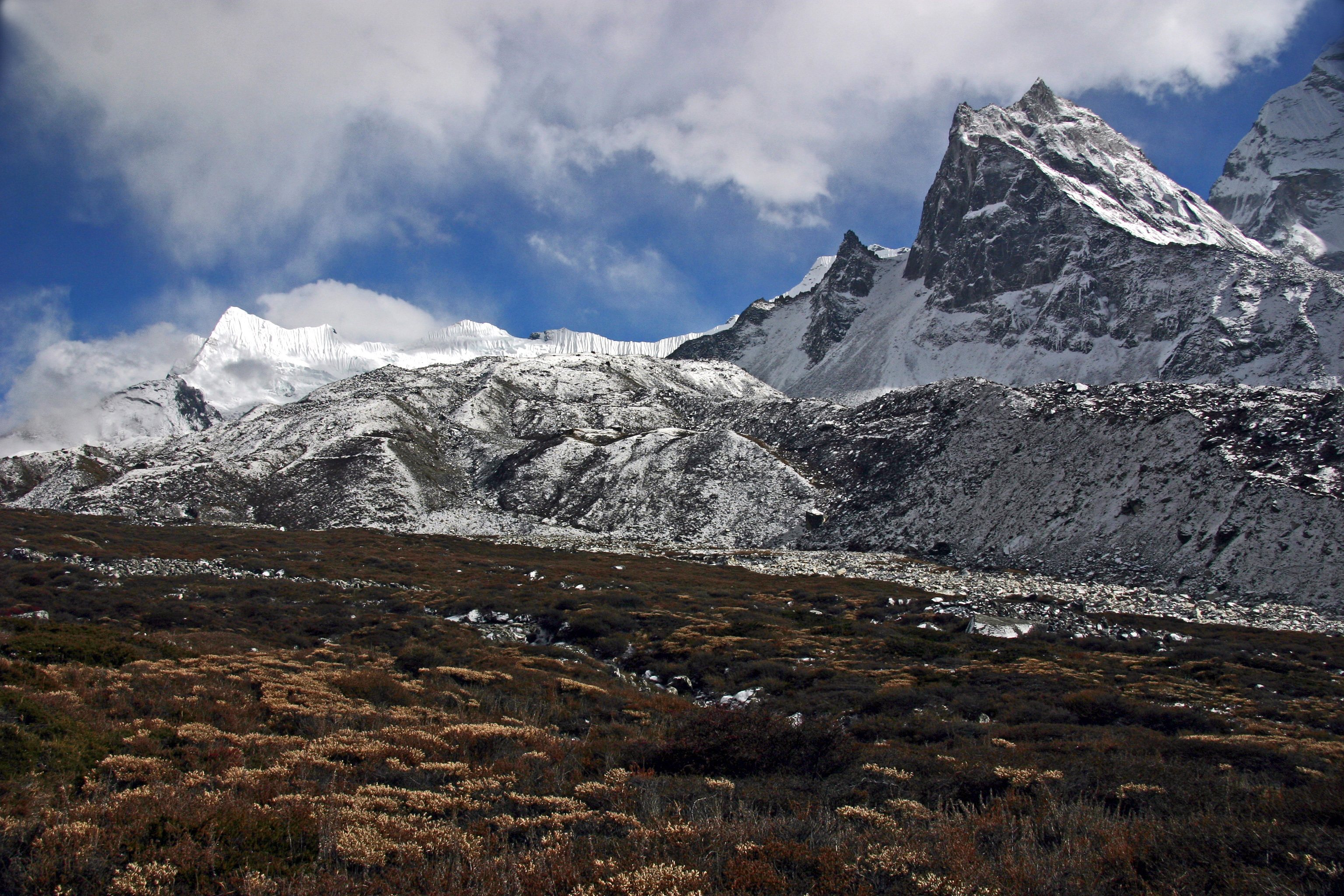
Himalaia
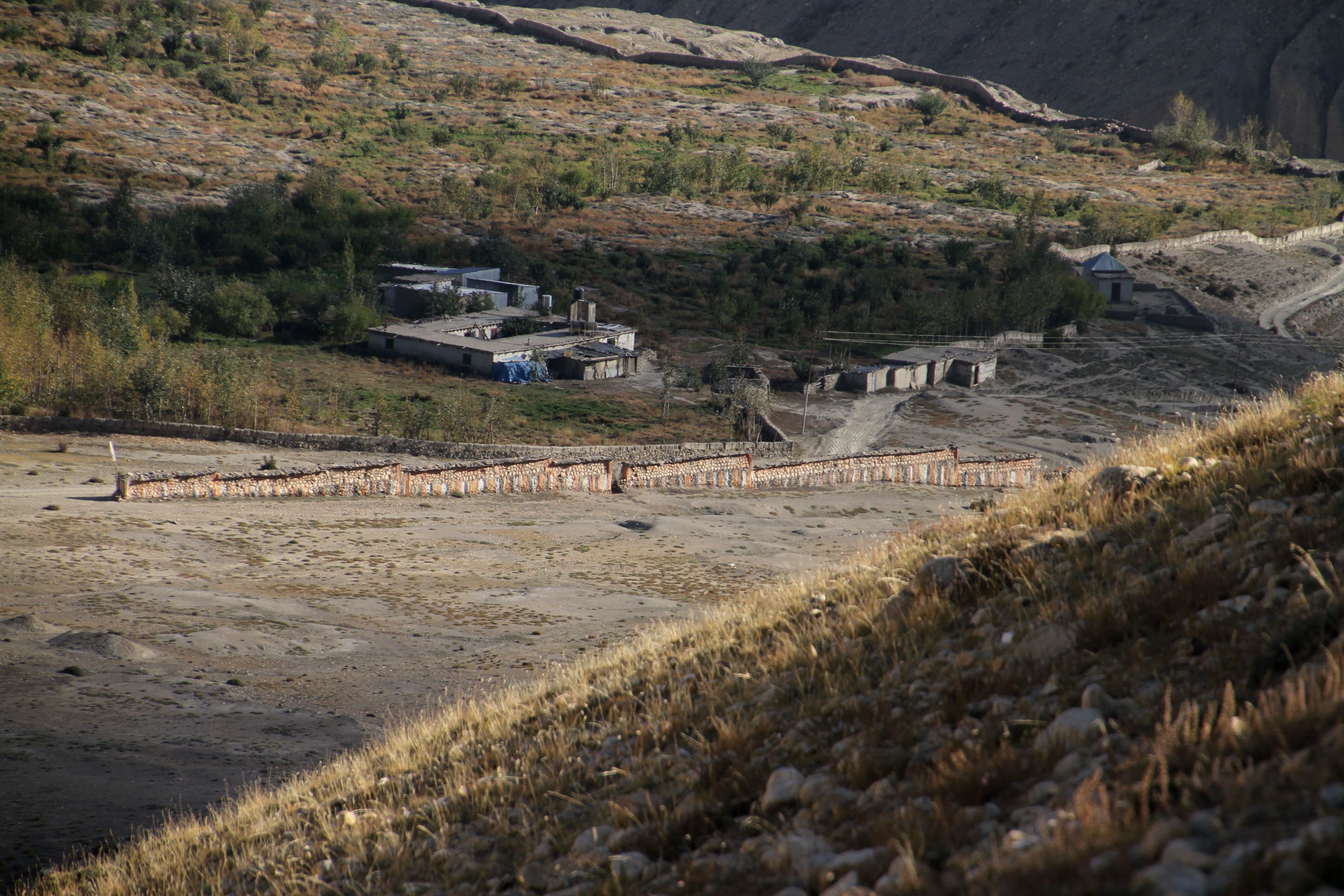
Mustang